# WD Schlepper
De WD Schlepper is een mobiele artillerie, ontwikkeld door de Duitsers in 1927. Er werden twee prototypes geproduceerd, van elk een. Het ontwerp was gebaseerd op tractors die reeds geproduceerd werden door Hanomag. Ook de kanonnen werden reeds door het Duitse leger gebruikt. De proefnemingen vonden plaats op het oefenterrein Kama in de Sovjet-Unie.

## 3,7 cm WD Schlepper 25pk
Het eerste prototype dat door de Duitsers werd gebouwd, was gebaseerd op de 25 pk Hanomag WD traktor. Deze was licht bepantserd. Op de tractor werd een 37mm PaK L/45 kanon gemonteerd. De tank zou makkelijk te produceren zijn, want de tractor was al in gebruik in de Reichswehr. Het kanon kon enkel dertig graden naar links en dertig graden naar rechts draaien. Voor de verdediging werd er een machinegeweer op gemonteerd.  De bemanning bestond uit twee personen.
In 1928 werd het voertuig omgebouwd. Er werd een nieuw anti-tank kanon op gemonteerd en dit prototype kreeg de naam 3,7cm PaK L/65 LHB-Schlepper Selbstfahrlafette.

## 7,7 cm WD Schlepper 50pk
Het tweede prototype was gebaseerd op de 50pk Hanomag WD traktor. Ook deze was licht bepantserd. Op de tractor werd een 7,7 cm K licht kanon gemonteerd. In tegenstelling tot het eerste prototype kon dit kanon 360 graden draaien.